# Józef Kardaś
Józef Kardaś lub Józef Kardas; w zapisie zamerykanizowanym Joseph Kardas (ur. 22 września 1898, zm. 7 lipca 1958) – amerykański duchowny polskokatolicki pochodzenia polskiego, biskup Polskiego Narodowego Kościoła Katolickiego (PNKK).
Na biskupa został konsekrowany 2 września 1954 roku wraz z Tadeuszem Zielińskim. Był ordynariuszem diecezji zachodniej PNKK.
Zginął w wyniku wypadku samochodowego. Jego następcą na stanowisku ordynariusza diecezji zachodniej został Franciszek Rowiński. 